# Élections législatives de 1893 dans les Côtes-du-Nord
Les élections législatives  dans les Côtes-du-Nord ont lieu les dimanche 20 août 1893 et 3 septembre 1893. Elles ont pour but d'élire les députés représentant le département à la Chambre des députés pour un mandat de quatre années.

## Élections partielles (1889-1893)
Il n'y a pas eu d'élections partielles durant ce mandat.

## Députés sortants
|  | Albert Jacquemin              | Libéral                  | Conseiller municipal de Dinan. Avocat.                                                   |
|  | Louis Armez                   | Opportuniste             | Conseiller général de Paimpol, maire de Plourivo. Ingénieur civil.                       |
|  | Frédéric Rioust de Largentaye | Monarchiste              | Conseiller général de Plancoët, maire de Saint-Lormel. Propriétaire agricole.            |
|  | Louis Le Provost de Launay    | Monarchiste (app Bonap.) | Conseiller général de La Roche-Derrien. Avocat, Propriétaire agricole.                   |
|  | Charles de Kergariou          | Monarchiste              | Conseiller général de Lannion. Avocat, Propriétaire à Ploubezre.                         |
|  | Aimery de Goyon               | Monarchiste              | Capitaine de réserve, Diplomate.                                                         |
|  | Charles de Boisboissel        | Monarchiste              | Conseiller général et maire de Saint-Nicolas-du-Pélem. Militaire, Propriétaire agricole. |
|  | René Le Cerf                  | Monarchiste              | Conseiller général et maire de Mûr. Docteur en droit, Propriétaire agricole.             |
|  | Charles de La Noue            | Monarchiste              | Conseiller général de Collinée. Ancien zouave pontifical, Licencié en droit.             |

## Mode de scrutin
L'élection se fait au scrutin d'arrondissement, soit un mode uninominal majoritaire à deux tours. 
La circonscription pour l'élection est l'arrondissement. 
Le scrutin est individuel, chaque arrondissement élisant un député. 
Les arrondissements qui ont plus de cent mille habitants sont divisés. Dans ce cas on élit un député par circonscription électorale.
Seul l'arrondissement de Loudéac n'est pas divisé en deux.
L'article 18 précise qu'il faut réunir pour être élu au premier tour :
1. La majorité absolue des suffrages exprimés ;
2. Un nombre de suffrages égal au quart des électeurs inscrits.

Au deuxième tour la majorité relative suffit. En cas d'égalité c'est le plus âgé qui est élu.

## Résultats

### Arrondissement de Dinan

#### 1recirconscription
Dinan-1 regroupe les cantons de Dinan-Ouest, Dinan-Est, Évran, Ploubalay et de Caulnes.
| Candidats      | Candidats          | Étiquette      | Premier tour | Premier tour |
| Candidats      | Candidats          | Étiquette      | Voix         | %            |
| -------------- | ------------------ | -------------- | ------------ | ------------ |
|                | Albert Jacquemin * | Libéral        | 9 404        | 92,32        |
|                | Louis Georges      | Monarchiste    | 782          | 7,68         |
|                |                    |                |              |              |
| Inscrits       | Inscrits           | Inscrits       | 15 769       | 100,00       |
| Votants        | Votants            | Votants        | 10 490       | 66,52        |
| Abstention     | Abstention         | Abstention     | 5 279        | 33,48        |
| Blancs et nuls | Blancs et nuls     | Blancs et nuls | 304          | 2,90         |
| Exprimés       | Exprimés           | Exprimés       | 10 186       | 97,10        |

*sortant

#### 2ecirconscription
Dinan-2 regroupe les cantons de Broons, Jugon-les-Lacs, Matignon, Plancoët et de Plélan-le-Petit.
| Candidats      | Candidats                       | Étiquette      | Premier tour | Premier tour |
| Candidats      | Candidats                       | Étiquette      | Voix         | %            |
| -------------- | ------------------------------- | -------------- | ------------ | ------------ |
|                | Frédéric Rioust de Largentaye * | Monarchiste    | 8 019        | 62,30        |
|                | Eugène Pellion                  | Opportuniste   | 4 852        | 37,70        |
|                |                                 |                |              |              |
| Inscrits       | Inscrits                        | Inscrits       | 16 765       | 100,00       |
| Votants        | Votants                         | Votants        | 12 996       | 77,52        |
| Abstention     | Abstention                      | Abstention     | 3 769        | 22,48        |
| Blancs et nuls | Blancs et nuls                  | Blancs et nuls | 125          | 0,96         |
| Exprimés       | Exprimés                        | Exprimés       | 12 871       | 99,04        |

*sortant

### Arrondissement de Guingamp

#### 1recirconscription
Guingamp-1 regroupe les cantons de Bégard, Belle-Isle-en-Terre, Guingamp, Plouagat et de Pontrieux.
Aimery de Goyon (Monarchiste), élu depuis 1889, ne se représente pas.
Louis Henrique-Dubuc candidat opportuniste se retire avant l'élection.
| Candidats      | Candidats           | Étiquette      | Premier tour | Premier tour |
| Candidats      | Candidats           | Étiquette      | Voix         | %            |
| -------------- | ------------------- | -------------- | ------------ | ------------ |
|                | Robert de Tréveneuc | Monarchiste    | 5 835        | 63,46        |
|                |                     |                |              |              |
| Inscrits       | Inscrits            | Inscrits       | 16 136       | 100,00       |
| Votants        | Votants             | Votants        | 9 195        | 56,98        |
| Abstention     | Abstention          | Abstention     | 6 941        | 43,02        |
| Blancs et nuls | Blancs et nuls      | Blancs et nuls | 3 360        | 36,53        |
| Exprimés       | Exprimés            | Exprimés       | 5 835        | 63,46        |

#### 2ecirconscription
Guingamp-2 regroupe les cantons de Bourbriac, Callac, Maël-Carhaix, Rostrenen et de Saint-Nicolas-du-Pélem.
Charles de Boisboissel (Monarchiste), élu depuis 1889, ne se représente pas.
| Candidats      | Candidats       | Étiquette      | Premier tour | Premier tour |
| Candidats      | Candidats       | Étiquette      | Voix         | %            |
| -------------- | --------------- | -------------- | ------------ | ------------ |
|                | Pierre Le Moign | Opportuniste   | 5 494        | 50,86        |
|                | Guillaume Limon | Monarchiste    | 5 309        | 49,14        |
|                |                 |                |              |              |
| Inscrits       | Inscrits        | Inscrits       | 16 076       | 100,00       |
| Votants        | Votants         | Votants        | 10 851       | 67,50        |
| Abstention     | Abstention      | Abstention     | 5 225        | 32,50        |
| Blancs et nuls | Blancs et nuls  | Blancs et nuls | 48           | 0,44         |
| Exprimés       | Exprimés        | Exprimés       | 10 803       | 99,56        |

### Arrondissement de Lannion

#### 1recirconscription
Lannion-1 regroupe les cantons de Lannion, Plestin-les-Grèves et de Plouaret.
| Candidats      | Candidats              | Étiquette              | Premier tour | Premier tour |
| Candidats      | Candidats              | Étiquette              | Voix         | %            |
| -------------- | ---------------------- | ---------------------- | ------------ | ------------ |
|                | Charles de Kergariou * | Ralliés-ex Monarchiste | 6 558        | 87,60        |
|                |                        |                        |              |              |
| Inscrits       | Inscrits               | Inscrits               | 12 916       | 100,00       |
| Votants        | Votants                | Votants                | 7 486        | 57,96        |
| Abstention     | Abstention             | Abstention             | 5 430        | 42,04        |
| Blancs et nuls | Blancs et nuls         | Blancs et nuls         | 928          | 12,40        |
| Exprimés       | Exprimés               | Exprimés               | 6 558        | 87,60        |

*sortant

#### 2ecirconscription
Lannion-2 regroupe les cantons de Lézardrieux, Perros-Guirrec, La Roche-Derrien et de Tréguier.
Jean Le Rolland se désiste en faveur de Paul Le Troadec.
| Candidats      | Candidats                    | Étiquette            | Premier tour | Premier tour | Deuxième tour | Deuxième tour |
| Candidats      | Candidats                    | Étiquette            | Voix         | %            | Voix          | %             |
| -------------- | ---------------------------- | -------------------- | ------------ | ------------ | ------------- | ------------- |
|                | Louis Le Provost de Launay * | Monarchiste          | 4 563        | 44,84        | 4 858         | 46,47         |
|                | Paul Le Troadec              | Radical-Opportuniste | 3 311        | 32,53        | 5 585         | 53,53         |
|                | Jean Le Rolland              | Opportuniste         | 2 303        | 22,63        |               |               |
|                |                              |                      |              |              |               |               |
| Inscrits       | Inscrits                     | Inscrits             | 14 311       | 100,00       | 14 311        | 100,00        |
| Votants        | Votants                      | Votants              | 10 250       | 71,62        | 10 472        | 73,18         |
| Abstention     | Abstention                   | Abstention           | 4 061        | 28,38        | 3 839         | 26,82         |
| Blancs et nuls | Blancs et nuls               | Blancs et nuls       | 75           | 0,73         | 51            | 0,49          |
| Exprimés       | Exprimés                     | Exprimés             | 10 175       | 99,27        | 10 421        | 99,51         |

*sortant

### Arrondissement de Loudéac
L’arrondissement de Loudéac regroupait les cantons de La Chèze, Collinée, Corlay, Gouarec, Loudéac, Merdrignac, Mûr-de-Bretagne, Plouguenast et d'Uzel.
| Candidats      | Candidats      | Étiquette      | Premier tour | Premier tour |
| Candidats      | Candidats      | Étiquette      | Voix         | %            |
| -------------- | -------------- | -------------- | ------------ | ------------ |
|                | René Le Cerf * | Monarchiste    | 11 477       | 83,46        |
|                |                |                |              |              |
| Inscrits       | Inscrits       | Inscrits       | 22 977       | 100,00       |
| Votants        | Votants        | Votants        | 13 751       | 59,85        |
| Abstention     | Abstention     | Abstention     | 9 226        | 40,15        |
| Blancs et nuls | Blancs et nuls | Blancs et nuls | 2 274        | 16,53        |
| Exprimés       | Exprimés       | Exprimés       | 11 477       | 83,46        |

*sortant

### Arrondissement de Saint-Brieuc

#### 1recirconscription
Saint-Brieuc-1 regroupait les cantons de Châtelaudren, Étables, Lanvollon, Paimpol, Plouha et de Saint-Brieuc-Nord.
| Candidats      | Candidats      | Étiquette             | Premier tour | Premier tour |
| Candidats      | Candidats      | Étiquette             | Voix         | %            |
| -------------- | -------------- | --------------------- | ------------ | ------------ |
|                | Louis Armez *  | Opportuniste          | 9 015        | 59,56        |
|                | Joseph Joûbert | Rallié-ex Monarchiste | 6 121        | 40,44        |
|                |                |                       |              |              |
| Inscrits       | Inscrits       | Inscrits              | 22 737       | 100,00       |
| Votants        | Votants        | Votants               | 15 246       | 67,05        |
| Abstention     | Abstention     | Abstention            | 7 491        | 32,95        |
| Blancs et nuls | Blancs et nuls | Blancs et nuls        | 110          | 0,72         |
| Exprimés       | Exprimés       | Exprimés              | 15 136       | 99,28        |

*sortant

#### 2ecirconscription
Saint-Brieuc-2 regroupait les cantons de Lamballe, Moncontour, Pléneuf, Plœuc, Quintin et de Saint-Brieuc-Midi.
| Candidats      | Candidats            | Étiquette      | Premier tour | Premier tour |
| Candidats      | Candidats            | Étiquette      | Voix         | %            |
| -------------- | -------------------- | -------------- | ------------ | ------------ |
|                | Charles de La Noue * | Monarchiste    | 10 795       | 65,41        |
|                | Alfred Bertrand      | Opportuniste   | 5 709        | 34,59        |
|                |                      |                |              |              |
| Inscrits       | Inscrits             | Inscrits       | 23 960       | 100,00       |
| Votants        | Votants              | Votants        | 16 766       | 69,98        |
| Abstention     | Abstention           | Abstention     | 7 194        | 30,02        |
| Blancs et nuls | Blancs et nuls       | Blancs et nuls | 262          | 1,56         |
| Exprimés       | Exprimés             | Exprimés       | 16 504       | 98,44        |

*sortant

## Députés élus
| Députés | Députés                         | Parti               | Fonctions lors de l'élection en 1893                                              |
| ------- | ------------------------------- | ------------------- | --------------------------------------------------------------------------------- |
|         | Paul Le Troadec                 | Radical             | Conseiller général et maire de Lézardrieux. Agriculteur.                          |
|         | Louis Armez *                   | Opportuniste        | Ancien député, conseiller général de Paimpol, maire de Plourivo. Ingénieur civil. |
|         | Pierre Le Moign                 | Opportuniste        | Conseiller général de Gouarec. Président du comice agricole.                      |
|         | Albert Jacquemin *              | Républicain libéral | Conseiller municipal de Dinan. Avocat.                                            |
|         | Frédéric Rioust de Largentaye * | Monarchiste         | Conseiller général de Plancoët, maire de Saint-Lormel. Propriétaire agricole.     |
|         | Charles de Kergariou *          | Monarchiste         | Conseiller général de Lannion. Avocat, Propriétaire à Ploubezre.                  |
|         | Robert de Tréveneuc             | Monarchiste         | Capitaine de cavalerie.                                                           |
|         | René Le Cerf *                  | Monarchiste         | Conseiller général et maire de Mûr. Docteur en droit, Propriétaire agricole.      |
|         | Charles de La Noue *            | Monarchiste         | Conseiller général de Collinée. Ancien zouave pontifical, Licencié en droit.      |